# São Caetano do Sul
São Caetano do Sul város Brazíliában, São Paulo államban. Lakosainak száma 165 655 fő (2022). São Caetano do Sul São Paulo, São Bernardo do Campo és Santo André községekkel határos.

## Népesség
A település népességének változása:
| Lakosok száma | 140 159 | 149 263 | 158 024 | 161 957 | 162 763 | 165 655 |
|               | 2000    | 2010    | 2015    | 2020    | 2021    | 2022    |